# Мошнівська сільська територіальна громада
Мо́шнівська сільська громада — територіальна громада в Україні, в Черкаському районі Черкаської області. Адміністративний центр — село Мошни.
Площа громади — 456,7 км², населення — 14 769 мешканців (2020).

## Склад
До складу громади входять:
| Населений пункт            | Населення, осіб (1989) | Населення, осіб (2001) |
| -------------------------- | ---------------------- | ---------------------- |
| Байбузи, село              | 2080                   | 1765                   |
| Березняки, село            | 729                    | 606                    |
| Гута Межиріцька, село      | 112                    | 58                     |
| Гута Станіславчицька, село | -                      | 15                     |
| Закревки, селище           | -                      | 80                     |
| Кумейки, село              | 969                    | 863                    |
| Мошни, село                | 5177                   | 4799                   |
| Соснове, село              | 753                    | 623                    |
| Софіївка, село             | 1983                   | 777                    |
| Станіславчик, село         | -                      | 96                     |
| Тубільці, село             | 1486                   | 1311                   |
| Хрещатик, село             | 559                    | 373                    |
| Шелепухи, село             | -                      | 718                    |
| Яснозір'я, село            | 4127                   | 3695                   |